# Gholam Ali Oveissi
Gholam Ali Oveissi (Provincia di Qom, 16 aprile 1918 – Parigi, 7 febbraio 1984) è stato un generale e politico iraniano, ultimo Comandante delle Forze armate imperiali iraniane ucciso a Parigi presumibilmente dagli agenti del neo-nato regime islamico.

## Biografia
Durante gli ultimi giorni della monarchia, Oveissi gestiva la legge marziale a Teheran e venne definito 'il macellaio di Teheran' per la sua responsabilità in due incidenti dove le autorità aprirono il fuoco sulla folla, causando centinaia di morti.
Dopo la rivoluzione islamica fuggì in Francia, dove si esprimeva contro il nuovo regime islamico.
Oveissi venne ucciso a Parigi insieme a suo fratello nel febbraio 1984, da uomini armati che la polizia descrisse come "assassini professionisti".
Entrambi colpiti alla testa da proiettili mentre camminavano verso le 2 del pomeriggio in Rue de Passy, una strada commerciale trafficata del XVI arrondissement.
Nessuno si assunse immediatamente la responsabilità della sparatoria, ma i portavoce di diversi gruppi di esuli iraniani che si opponevano al regime dell'ayatollah Ruhollah Khomeini accusarono il governo di Teheran di aver ordinato gli omicidi nel tentativo di intimidire le organizzazioni dell'opposizione.
È seppellito al Cimitero di Père-Lachaise.